# Cyathea windischiana
Cyathea windischiana är en ormbunkeart som beskrevs av Alan Reid Smith. Cyathea windischiana ingår i släktet Cyathea och familjen Cyatheaceae. Inga underarter finns listade.